# Machaerota exaggerata
Machaerota exaggerata is een halfvleugelig insect uit de familie Machaerotidae. De wetenschappelijke naam van deze soort is voor het eerst geldig gepubliceerd in 1949 door Maa.